# Robert William Fisher
Robert William Fisher (13 de abril de 1961, Ciudad de Nueva York-¿?) es un fugitivo estadounidense buscado por el presunto asesinato de su esposa y sus dos hijos, y la explosión de la casa en la que vivían en Scottsdale, Arizona, el 10 de abril de 2001. Fisher fue nombrado por el FBI como el fugitivo número 475 incluido en la lista de Los diez fugitivos más buscados por el FBI el 29 de junio de 2002 hasta el 3 de noviembre de 2021. Se presupone que Fisher murió en una fecha desconocida probablemente por inanición, insolación, hipotermia incluso por caída en algún lugar remoto del bosque.
Fisher había sido un miembro activo del ministerio de hombres de la Iglesia Bautista de Scottsdale, pero a diferencia de Mary, había comenzado a retirarse de sus actividades unos meses antes de los asesinatos. En 1998, los Fisher acudieron al pastor principal de su iglesia para recibir asesoramiento matrimonial. Fisher les contó a sus compañeros de trabajo una aventura de una noche con una prostituta que conoció en una sala de masajes. Le preocupaba que Mary descubriera que era la causa de una infección del tracto urinario que lo dejó enfermo durante varios días en diciembre de 2000. 
Fisher le dijo a un compañero de caza que estaba renovando su compromiso con su fe y matrimonio porque "no podía vivir sin su familia", posiblemente insinuando que consideraría el suicidio en lugar del divorcio. Según los psicólogos, un miedo intenso a la pérdida no es inusual para un individuo traumatizado por el divorcio mientras era un adolescente. En las semanas previas a su muerte, Mary le dijo a varios amigos que se iba a divorciar de Fisher. Un vecino informó haber escuchado una fuerte discusión el 9 de abril, a las 10:30 p. m., aproximadamente diez horas antes de que su casa explotara.

## Crímenes
En la mañana del 10 de abril de 2001, Mary recibió un disparo en la parte posterior de la cabeza y las gargantas de sus hijos fueron cortadas de oreja a oreja en las horas antes de que su casa explotara a las 8:42 a. m. Los bomberos fueron alertados de inmediato de la explosión, que fue lo suficientemente fuerte como para derrumbar la pared frontal de ladrillo y sacudir los marcos de las casas vecinas durante 800 metros en todas las direcciones.  Los bomberos evitaron que el fuego de 6 m de alto se extendiera a otras casas. Una serie de explosiones secundarias más pequeñas, que se cree que fueron causadas por municiones de fusil o latas de pintura, los obligaron a mantener su distancia. Uno sufrió heridas leves en la pierna cuando perdió el equilibrio y cayó cerca de la casa en llamas. Los cuerpos quemados de una mujer y dos niños fueron encontrados acostados en la cama  en los restos de la casa quemada. Fueron identificados como Mary (38 años) y sus dos hijos, Brittney (12 años) y Bobby (10 años). Los investigadores teorizaron que Fisher asesinó a su familia porque se sintió amenazado por la intención de Mary de divorciarse de él, y no quería que sus hijos pasaran por lo que él pasó cuando era niño y por eso les mató.
La última evidencia de Fisher fue el 20 de abril de 2001 cuando las autoridades encontraron su automóvil y al perro de la familia.
En abril de 2016, los funcionarios del FBI y la policía de Scottsdale mostraron nuevas fotos de Fisher mejoradas por la edad durante una conferencia de prensa sobre el decimoquinto aniversario de los asesinatos.

## Posteridad
El 3 de noviembre de 2021, Fisher fue eliminado de la lista de los 10 más buscados del FBI. Fue reemplazado por Yulan Adonay Archaga Carias, el presunto líder de la MS-13 en Honduras, y la incorporación número 526 a la lista. "Debido a que la amplia publicidad que recibió el caso de Fisher durante sus casi 20 años en la lista no ha resultado en su ubicación y/o captura exitosa, el caso ya no cumple con ese requisito", dijo el FBI.  A pesar de su eliminación de la lista, Fisher sigue siendo un fugitivo buscado.